# 整理整頓コメディー 「わたしのウチにはなんにもない。」
『わたしのウチには、なんにもない。』は、ゆるりまいによるコミックエッセイシリーズ。
イラストレーターである著者が自身のブログ上にて写真と文章で紹介したまるでモデルルームのように「なんにもない」自宅が話題となり、「捨てたい病」を発症し極度の断捨離に至るまでの過程の著者とその家族のエピソードをコミックエッセイ化。シリーズ第1作が2013年2月にエンターブレインより刊行された。
2015年にはシリーズ4作で累計20万部を記録し、2016年にNHK BSプレミアムにて夏帆主演によりテレビドラマ化。あわせてシリーズ5作目となる「4コマ総集編」がKADOKAWAより刊行されている。

## 書誌情報
- わたしのウチには、なんにもない。 「物を捨てたい病」を発症し、今現在に至ります（2013年2月28日、エンターブレイン、ISBN 978-4-04-728683-2）
- わたしのウチには、なんにもない。2 なくても暮していけるんです（2013年8月31日、エンターブレイン、ISBN 978-4-04-729121-8）
- わたしのウチには、なんにもない。3 モノとの上手なつき合いかた（2014年4月28日、エンターブレイン、ISBN 978-4-04-729490-5）
- わたしのウチには、なんにもない。4 はじめての遺品整理。さすがのわたしも辛かった・・・（2015年2月28日、エンターブレイン、ISBN 978-4-04-730195-5）
- わたしのウチには、なんにもない。 4コマ総集編（2016年2月5日、KADOKAWA、ISBN 978-4-04-734006-0）

## テレビドラマ
整理整頓コメディー『わたしのウチには、なんにもない。』と題して、NHK BSプレミアムにて2016年2月6日から3月12日まで土曜日 22:30 - 23:00に放送された。全6回。
イラストレーターのゆるりまいが著したコミックエッセイシリーズ『わたしのウチには、なんにもない。』を原作に、整理整頓を巡る様々なノウハウも交えて展開される、情報番組の要素も兼ね備えたシチュエーション・コメディドラマである。斬新な演出はCMディレクター出身の有働佳史による。
ドラマ本編となるまいの家族のエピソード3篇（最終回のみ2篇）と、まいの友人・菊池とまいの後輩・真美が喫茶店で会話するミニドラマ「菊池と真美のティータイム」（最終回のみ無し）、猫型ロボットから片付けの知恵を学ぶミニアニメコーナー「なんにもない研究室」により構成される。本編のエピソードには「episode 1」から「episode 17」まで通し番号と副題がつけられている。
撮影は一軒家を貸し切って行われ、劇中に登場する仙台箪笥は著者宅から借り受けた本物を用いている。

### あらすじ（テレビドラマ）
「捨てたい」という衝動に駆られた女性・まいは、徹底的な断捨離を行って「捨て変態」と言われるほど捨てることにこだわり、「なんにもない生活」を始めるようになる。元々まいは部屋の整理整頓が十分にできない「汚部屋」の住人だったが、断捨離を巡って祖母・母と意見の対立が絶えなかった。そんなまいを支えるのは夫とネコ2匹だった。

### キャスト
- まい - 夏帆
- つとむ（夫） - 近藤公園
- ふみ（母） - 朝加真由美
- はつ子（祖母） - 江波杏子
- 菊池（まいの友人） - 趣里
- 真美（まいの後輩） - 大久保聡美

### 声の出演
- なんにもない研究室 室長 - 塩屋浩三
- なんにもない研究室 ネコ型研究ロボット くるり - 高橋花林
- なんにもない研究室 新ネコ型研究ロボット ぽっけ - 高橋花林

### スタッフ
- 原作 - ゆるりまい『わたしのウチには、なんにもない。』
- 脚本 - 新井友香
- 音楽 - 吉田ゐさお
- オープニング曲 - みさきぼっち「角部屋、6帖、1DK。」（作詞：有働佳史、作曲：吉田ゐさお）[6][9]
- エンディング曲 - ビューティフルハミングバード「眠っているあいだに」
- プロデューサー - 梶原富治
- 制作統括 - 林貴子、川崎直子
- 演出 - 有働佳史
- 制作協力 - ROBOT
- 制作 - NHKエンタープライズ
- 制作・著作 - NHK

### 放送日程
| 放送回 | 放送日  | サブタイトル           | エピソード                                                                                   |
| ------ | ------- | ---------------------- | -------------------------------------------------------------------------------------------- |
| 第1回  | 2月06日 | 捨て変態参上!          | episode 1「捨て変態参上!」 episode 2「あのときの私、ナイス!」 episode 3「カレー皿事件」      |
| 第2回  | 2月13日 | 記念すべき失恋         | episode 4「今日のK点越え」 episode 5「記念すべき失恋」 episode 6「捨て変態への道」           |
| 第3回  | 2月20日 | 変態の家族             | episode 7「モノとの倦怠期」 episode 8「変態の家族」 episode 9「捨てVS.もったいない」         |
| 第4回  | 2月27日 | 天下分け目のお引っ越し | episode 10「ホトケ男子 つとむ」 episode 11「戦の予感」 episode 12「天下分け目のお引っ越し」  |
| 第5回  | 3月05日 | 仙台タンス カムバック! | episode 13「妄想ショッピング」 episode 14「家族の秘密」 episode 15「仙台タンス カムバック!」 |
| 最終回 | 3月12日 | 心の整理はゆっくりと   | episode 16「お別れは突然に」 episode 17「心の整理はゆっくりと」                              |